# Gullspång
Gullspång è una città della Svezia, capoluogo, insieme a Hova, del comune omonimo, nella contea di Västra Götaland. Ha una popolazione di 1.175 abitanti.